# Assassination Classroom
Assassination Classroom (暗殺教室?, Ansatsu kyōshitsu, lett. "Aula dell'assassinio") è un manga shōnen scritto e disegnato da Yūsei Matsui. Ha iniziato la serializzazione in Giappone sul numero 31 della rivista Weekly Shōnen Jump, il 2 luglio 2012 e si è concluso il 25 marzo 2016. In Italia il manga è pubblicato da Planet Manga a partire dall'8 maggio 2014.
La serie ha avuto una trasposizione in due special animati, un anime che è andato in onda dal 9 gennaio al 19 giugno 2015 ed un film live-action per nel marzo dello stesso anno. Una seconda serie anime è stata trasmessa dal 7 gennaio al 30 giugno 2016.

## Trama
Nella scuola media Kunugigaoka viene presentato un nuovo e alquanto bizzarro insegnante agli studenti della classe 3ªE. Si tratta infatti di un essere munito di tentacoli, dalla testa rotonda, capace di muoversi a Mach 20 e il cui colore della pelle varia a seconda del suo stato d'animo. Prima di presentarsi alla sua nuova classe, polverizza parte della luna, dandogli un perenne aspetto crescente. L'essere misterioso dichiara che entro la fine dell'anno distruggerà anche la Terra, ma, per oscure ragioni, decide, nel frattempo, di mettersi ad insegnare alle scuole medie. Avendo praticamente il mondo intero sotto il suo controllo, il governo giapponese, seppur riluttante, decide di esaudire la sua richiesta, a condizione che non faccia del male agli studenti. Così, gli studenti finiscono per chiamarlo scherzosamente Korosensei, il professore invulnerabile. Lungo il loro percorso per diventare sicari professionisti, quegli stessi studenti lo accolgono ogni giorno con tentativi di assassinio, cercando di ucciderlo per salvare il pianeta e per ricevere dal governo i 30 miliardi di yen della ricompensa.

## Personaggi principali

La classe 3-E.

Korosensei (殺せんせー?, Korosensē)
Doppiato da: Jun Fukuyama (ed. giapponese), Paolo De Santis (ed. italiana)
È una creatura dotata di numerosi arti simili a tentacoli ed è molto più alto di una persona media. Il colore naturale della sua pelle è il giallo ma, a seconda delle emozioni che prova al momento, questa cambia passando da colori come il rosa, il rosso ed il nero. Ha la capacità di muoversi ad una velocità Mach 20 ed è invulnerabile a tutte le armi umane tranne che ad oggetti fabbricati con una "lega anti Koro-sensei". Per motivi sconosciuti, ha chiesto ai governi della Terra di poter essere il professore responsabile della classe 3-E del Kunugigaoka Junior High School promettendo di stare tranquillo per tutto l'anno, a patto che i governi non facciano del male agli studenti della sua classe.
La sua personalità appare bizzarra e contraddittoria: spesso si comporta come un insegnante goffo e svampito ma premuroso e attento ai singoli alunni. Contemporaneamente insiste sulla necessità del proprio assassinio per impedirgli di distruggere il mondo e si dimostra in grado di realizzare imprese assurde, come andare a fare la spesa in altri continenti in pochi minuti. Spesso usa i propri poteri per far lezione, dividendosi contemporaneamente tra tutti gli studenti della classe. Occasionalmente (soprattutto all'inizio) può diventare improvvisamente molto minaccioso.
Nagisa Shiota (潮田 渚?, Shiota Nagisa)
Doppiato da: Mai Fuchigami (ed. giapponese), Annalisa Longo (ed. italiana)
È uno degli studenti della classe 3-E. Viene visto come uno degli studenti più deboli a causa della sua statura minuta e delle scarse abilità fisiche, paragonabili a quelle delle ragazze. Inizialmente prende nota dei punti deboli di Korosensei ma con il passare del tempo mostrerà le proprie abilità nell'assassinio, risultando tra i migliori in quest'ambito.
Karma Akabane (赤羽 業?, Akabane Karuma)
Doppiato da: Nobuhiko Okamoto (ed. giapponese), Federico Viola (ed. italiana)
È considerato la persona più pericolosa nella classe 3-E, diventando la prima persona a riuscire ad infliggere un danno a Koro-sensei durante il loro primo incontro. A causa della sua natura ribelle viene sospeso dalla scuola prima dell'arrivo di Koro-sensei. Proprio a causa della sua natura è obbligato alla permanenza nella classe 3-E nonostante gli ottimi voti scolastici. Una volta era uno studente ben voluto e si fidava molto del suo insegnante, a causa di un episodio di bullismo fatto a suo compagno, Akabane intervenne per difenderlo. A causa della rissa riportata, il suo insegnante non ci pensò più di tanto a liberarsi di lui, mandandolo nella classe dei disadattati poiché Akabane aveva macchiato la sua reputazione. L'odio e il disprezzo di Akabane, per la vera natura dell'insegnante di cui si fidava, furono così forti che gli devastò completamente l'ufficio a mani nude, lasciandolo tutta via indenne, ma completamente terrorizzato. Da quel giorno Karma Akabane, non si fidò più degli insegnanti, passando il tempo libero durante la scuola escogitando metodi ingegnosi per umiliarli e rovinargli la carriera.
Kaede Kayano/Akari Yukimura (茅野 カエデ?, Kayano Kaede)
Doppiata da: Aya Suzaki (ed. giapponese), Veronica Cuscusa (ed. italiana)
Vero nome: Akari Yukimura. È un'alunna della classe 3-E ed amica di Nagisa, per cui ha anche una cotta. A causa del suo corpo minuto soffre di complessi di inferiorità sul proprio sex-appeal, all'interno della classe si occupa di dare supporto agli altri nelle operazioni di assassinio.

### Antagonisti
Gakuhō Asano (浅野學峯?, Asano Gakuhō)
Doppiato da: Shō Hayami (ed. giapponese), Lorenzo Scattorin (ed. italiana)
È il preside della Kunugigaoka Junior High School e il padre di Gakushu Asano. È il responsabile dell'attuale condizione della Classe E. Le capacità di insegnamento di Asano sono apparentemente alla pari con quelle di Koro-sensei, del quale sembra conoscere il segreto. Subentra come insegnante della classe 3-A, al fine di dimostrare la loro superiorità sulla 3-E una volta per tutte. I metodi di Asano si fanno via via sempre più drastici, fino a indurre l'intera classe 3-A, con l'eccezione di suo figlio, a cadere in trance diventando degli zombie, facendogli sacrificare il benessere personale per il bene dello studio. Questi eventi portano Gakushu a concludere che suo padre è pazzo e che deve essere fermato. Asano alla fine crolla, constatando che i suoi metodi di insegnamento non riescono a consentire alla classe 3-A di battere la Classe 3-E. Viene poi rivelato che in passato era un insegnante di talento, attento nei confronti dei suoi alunni come Koro-sensei, ma cambiò drasticamente il suo sistema educativo ideale dopo un tragico incidente in cui uno dei suoi primi tre studenti, un aspirante giocatore di basket, si suicidò a causa del costante bullismo. Egli credeva che la colpa fosse sua, poiché non aveva insegnato ai suoi studenti ad essere forti. Questa convinzione, insieme al dolore e al senso di colpa, lo trasformarono in un uomo freddo e calcolatore. In seguito vendicò il suo allievo rovinando la vita dei bulli, inducendoli alla dipendenza dal gioco d'azzardo. Dopo essere stato sconfitto personalmente da Koro-sensei, Asano accetta la sconfitta e mostra alcuni cambiamenti nella sua personalità, pur rifiutando di rinunciare alla sua politica educativa.
Shiro (シロ?), vero nome Kotarō Yanagisawa
Doppiato da: Ryōta Takeuchi (Shiro) e Mitsuaki Madono (Kotarō Yanagisawa) (ed. giapponese), Ivo De Palma (Shiro), Massimo Triggiani (Kotarō Yanagisawa) (ed. italiana)
Il misterioso uomo che ha impiantato le cellule tentacolari allo studente Itona Horibe, per cercare di fargli uccidere Koro-sensei, che odia profondamente.
Akira Takaoka (鷹岡 明?, Takaoka Akira)
Doppiato da: Kenta Miyake (ed. giapponese), Matteo Brusamonti(ed. italiana)
È stato per un periodo l'insegnante di educazione fisica della classe 3-E, ma è stato licenziato per i suoi modi violenti. Ha anche assunto degli assassini per cercare di uccidere Korosensei. Odia moltissimo Nagisa Shiota.
Dio della Morte (死神?, Shinigami)
Doppiato da: Nobunaga Shimazaki (ed. giapponese), Matteo De Mojana  (ed. italiana)
Uno dei killer migliori del mondo, ha catturato Korosensei per ucciderlo, usando la professoressa Irina come pedina sacrificabile.
Ad essere sinceri, il vero Dio della Morte era Korosensei nella sua prima vita. Infatti, prima di diventare un professore con tentacoli e testa rotonda era una persona umana. Il Dio della Morte che cattura Korosensei in verità era il suo allievo.

### Insegnanti
Tadaomi Karasuma (烏間 惟臣?, Karasuma Tadaomi)
Doppiato da: Tomokazu Sugita (ed. giapponese), Patrizio Prata (ed. italiana)
È un agente governativo incaricato di sorvegliare Korosensei e professore di educazione fisica della classe 3-E. Il suo compito è addestrare gli studenti e migliorare i loro tentativi di assassinio. Ha capacità fisiche fuori dal comune ed ha un'ottima reputazione nell'ambiente militare per le sue capacità.
Irina Jelavić (イリーナ・イェラビッチ?, Irīna Yerabitchi)
Doppiato da: Shizuka Itō (ed. giapponese), Gea Riva (ed. italiana)
È un'assassina professionista straniera (è un'allieva di Lovro) che ricopre il ruolo di professoressa di lingue straniere nella classe 3-E. Ha grandi abilità seduttive che usa sempre per avvicinare i suoi bersagli. A causa dei suoi modi di fare e della pronuncia giapponese del suo cognome viene soprannominata "Bitch-sensei" (o Bitchettina nella versione italiana) dai ragazzi.
Aguri Yukimura (雪村 あぐり?, Yukimura Aguri)
Doppiata da: Ayako Kawasumi (ed. giapponese), Valentina Pallavicino (ed. italiana)
L'insegnante che fece promettere a Korosensei di sostituirla come insegnante per la 3-E.

### Classe 3-E
Manami Okuda (奥田 愛美?, Okuda Manami)
Doppiato da: Sayuri Yahagi (ed. giapponese), Giulia Bersani (ed. italiana)
È una alunna della 3-E specializzata nei veleni, visto la materia in cui riesce meglio è Scienze. È molto timida e ha difficoltà a utilizzare le parole giuste per persuadere gli altri, ma Korosensei l'ha aiutata a superare anche quest'ostacolo.
Yukiko Kanzaki (神崎 有希子?, Kanzaki Yukiko)
Doppiato da: Satomi Satō (ed. giapponese), Laura Cherubelli (ed. italiana)
Alunna della 3-E soprannominata anche "Maria della 3-E", sempre calma e gentile è molto ammirata sia dai ragazzi che dalle ragazze. Anche se è della 3-E, continua a ricevere lettere romantiche dalla sede principali. È infatti la ragazza più popolare della classe.
Tomohito Sugino (友人杉野 ?, Sugino Tomohito)
Doppiato da: Yoshitaka Yamaya (ed. giapponese), Andrea Rotolo (ed. italiana)
È un alunno della classe 3-E che ama il baseball, non potendo essere incluso però nei club della sua scuola, essendo questi proibiti per gli alunni di quella classe. Tenta di copiare lo stile di un professionista, ma Korosensei gli suggerisce di usare uno stile di cui possa essere completamente padrone. È anche un grande amico di Nagisa e Kaede e ha una cotta per Yukiko Kanzaki.
Yūma Isogai (磯貝 悠馬?, Isogai Yūma)
Doppiato da: Ryōta Ōsaka (ed. giapponese), Andrea Oldani (ed. italiana)
Capoclasse della 3-E, sempre affidabile e gentile. È uno dei più maturi della classe, visto che è abituato a prendersi cura dei propri fratelli a casa. È un leader speciale perché si sente sempre alla pari degli altri.
Ryōma Terasaka (寺坂 竜馬?, Terasaka Ryōma)
Doppiato da: Subaru Kimura (ed. giapponese), Alessandro Fattori (ed. italiana)
Fondamentalmente una testa calda e ribelle. All'inizio stava in disparte poiché, non gli piaceva come la classe considerasse Korosensei un bravo insegnante, ma con il passare del tempo ha iniziato a ricredersi. Diventerà grande amico di Itona, ed ha formato il "Gruppo di Terasaka".
Taiga Okajima (岡島 大河?, Okajima Taiga)
Doppiato da: Ryō Naitō (ed. giapponese), Jacopo Calatroni (ed. italiana)
Alunno della 3-E. È un pervertito molto portato per la fotografia, che usa per corrompere Korosensei. È fissato con le cose un po' sporcaccione, come Korosensei! Non è però molto popolare con le donne, e questo lo rende molto triste.
Masayoshi (Justice) Kimura (木村 正義 (ジャスティス)?, Kimura Masayoshi (Justice))
Doppiato da: Shunsuke Kawabe (ed. giapponese), Fabrizio Valezano (ed. italiana)
Il più veloce corridore della classe E. I suoi genitori sono poliziotti, e per questo lo hanno chiamato Justice, che vuol dire giustizia. All'inizio si vergognava per il suo nome, ma Korosensei gli spiegò che se lo avesse ucciso tutto il mondo lo avrebbe considerato come un prescelto, un ragazzo nato per salvare la Terra.
Sōsuke Sugaya (菅谷 創介?, Sugaya Sōsuke)
Doppiato da: Eiji Miyashita (ed. giapponese), Omar Maestroni (ed. italiana)
L'artista della classe E. I suoi genitori non sono molto d'accordo con le sue inclinazioni artistiche nonostante il suo talento. Ha anche un grande talento nel disegnare i tatuaggi.
Hiroto Maehara (前原 陽斗?, Maehara Hiroto)
Doppiato da: Shintarō Asanuma (ed. giapponese), Simone Lupinacci (ed. italiana)
È amico dall'infanzia di Isogai. È un po' un playboy ed è popolare in tutta la scuola nonostante sia uno studente della classe 3-E. È una persona premurosa.
Kōtarō Takebayashi (竹林 孝太郎?, Takebayashi Kōtarō)
Doppiato da: Takahiro Mizushima (ed. giapponese), Loris Bondesan (ed. italiana)
L'otaku e esperto di maid café della classe E. Diventerà l'esperto di esplosivi per i tentativi di assassinio. Con Okuda è il "genio della classe". È un tipo molto serio e riflessivo che pensa sempre prima di parlare. Sta sempre a sistemarsi gli occhiali.
Ryūnosuke Chiba (千葉 龍之介?, Chiba Ryūnosuke)
Doppiato da: Junji Majima (ed. giapponese), Cristiano Paglionico (ed. italiana)
Insieme a Hayami è il migliore cecchino della 3-E, ha un carattere molto calmo e serio. I suoi capelli gli coprono gli occhi, che nessuno ha visto, ma riesce comunque ad essere un buon cecchino perché è abituato a vedere così.
Kōki Mimura (三村 航輝?, Mimura Kōki)
Doppiato da: Shinya Takahashi (ed. giapponese), Stefano Pozzi (ed. italiana)
Un aspirante regista che monta i filmati per la classe E. È un tipo molto semplice, e non vuole stare sempre sotto i riflettori. Non dovendo sempre avere una posizione precisa nelle discussioni o nelle cose in generale, ha una visione più grande delle cose.
Takuya Muramatsu (村松 拓哉?, Muramatsu Takuya)
Doppiato da: Kōki Harasawa (ed. giapponese), Vito Ventura (ed. italiana)
Fa parte della banda di Terasaka. La sua famiglia gestisce un negozio di ramen che vuole ereditare. I suoi genitori vogliono tenere la ricetta così com'è, essendo dei conservatori, ma Muramatsu vuole rinnovarla leggermente. Aspetterà quindi fino a quando non erediterà il ristorante, che a Itona non piace per niente.
Taisei Yoshida (吉田 大成?, Yoshida Taisei)
Doppiato da: Yoshiyuki Shimozuma (ed. giapponese), Davide Fumagalli (ed. italiana)
Fa parte della banda di Terasaka. Specializzato in motori e motociclette, che guida nonostante la sua giovanissima età, è un abilissimo meccanico e ingegnere. Suo padre è infatti il proprietario di un'azienda motociclistica.
Megu Kataoka (片岡 メグ?, Kataoka Megu)
Doppiato da: Chie Matsura (ed. giapponese), Katia Sorrentino (ed. italiana)
Insieme a Isogai è la rappresentante di classe. Ha un carattere molto gentile e responsabile ed è molto popolare tra le ragazze. Possiede un grande talento da nuotatrice. Se la cava bene anche nel combattimento corpo a corpo, tanto che Tadaomi Karasuma la considera al pari dei maschi. Ha molta agilità ed atleticità.
Hinata Okano (岡野 ひなた?, Okano Hinata)
Doppiato da: Minami Tanaka (ed. giapponese), Erica Laiolo (ed. italiana)
Particolarmente brava nell'uso del coltello (è considerata una delle quattro migliori in questa specialità nella classe) e nella ginnastica, è una delle più agili nella classe, infatti è stata un membro del Club di ginnastica della scuola. Riesce a dare dei calci potentissimi, tanto che usa solo le gambe ed i piedi per combattere.
Hinano Kurahashi (倉橋 陽菜乃?, Kurahashi Hinano)
Doppiato da: Hisako Kanemoto (ed. giapponese), Giulia Maniglio (ed. italiana)
La biologa della Classe E, con una grande passione per gli insetti. Riesce ad interagire con i delfini. È amica intima di Toka Yada e ha un buonissimo rapporto con Irina Jelavić: è una delle poche che conoscono bene il suo passato e la sua vera personalità.
Rio Nakamura (中村 莉桜?, Nakamura Rio)
Doppiato da: Manami Numakura (ed. giapponese), Federica Simonelli (ed. italiana)
Insieme a Karma è la più dispettosa della Classe E, si diverte molto a travestire Nagisa da ragazza per poi fargli foto da vendere in giro (come Karma). Ciononostante è tra le migliori della classe, avendo una media in inglese molto alta. Alle elementari era considerata come un genio, ma lei voleva essere come gli altri e allora iniziò a studiare di meno, tanto che arrivò nella 3-E. Come ha detto Terasaka, ha una grandissima determinazione.
Rinka Hayami (速水 凛香?, Hayami Rinka)
Doppiato da: Shiho Kawaragi (ed. giapponese), Ilaria Silvestri (ed. italiana)
Insieme a Chiba è la migliore cecchina della classe. È specializzata nei soggetti che si muovono. Spesso usa tutto il suo corpo e la sua agilità per colpire il bersaglio: spesso lei spara mentre corre, salta o si arrampica sugli alberi.
Sumire Hara (原 寿美鈴?, Hara Sumire)
Doppiato da: Miho Hino (ed. giapponese), Jolanda Granato (ed. italiana)
Dotata di una personalità materna per cui è stata soprannominata "La mamma dell'Istituto Kunugigaoka" e molto brava in cucina. È una bravissima casalinga: conosce tutto delle case e delle faccende domestiche. È un po' paffutella e nelle operazioni di assassinio solitamente usa delle trappole da lei fabbricate in casa.
Yuzuki Fuwa (不破 優月?, Fuwa Yuzuki)
Doppiato da: Kana Ueda (ed. giapponese), Giuliana Atepi (ed. italiana)
La specialista di manga della sezione E. Ama soprattutto i manga Shōnen ed ha una personalità entusiasta e fantasiosa. Riesce a riconoscere le persone anche se si sono travestite, infatti ha sventrato il killer Smog in un suo camuffamento. Ha anche grandissime capacità intuitive ed investigative, a causa della lettura continua dei manga.
Tōka Yada (矢田 桃花?, Yada Tōka)
Doppiato da: Ayaka Suwa (ed. giapponese), Martina Tamburello (ed. italiana)
La specialista di infiltrazione della Classe E. La professoressa Irina Jelavic le ha insegnato le migliori tecniche di infiltrazione ed il fascino femminile. È un'abile negoziatrice ed è la più prosperosa tra le sue compagne. È innamorata di Megu Kataoka.
Kirara Hazama (狭間 綺羅々?, Hazama Kirara)
Doppiato da: Yūko Satō (ed. giapponese), Chiara Preziosi (ed. italiana)
L'unica ragazza della banda di Terasaka, le piace molto la lettura. Alleva tarantole, conosce delle maledizioni e degli incantesimi ed è "un tutt'uno con l'oscurità". È la strega della 3-E ed un romanzo che ama moltissimo è "Il Conte di Montecristo".
Ritsu (律?, Ritsu), nome completo Artiglieria Ritta Auto-Sufficiente
Doppiato da: Saki Fujita (ed. giapponese), Martina Felli (ed. italiana)
Un'intelligenza artificiale governativa che entra a far parte della classe E. All'inizio era una macchina che sparava ininterrottamente a Korosensei, ma quest'ultimo le ha installato un programma che l'ha fatta diventare gentile e dotata di sentimenti. Ritsu in questo modo, ha trovato modo di ribellarsi al suo creatore diventando dipendente e dotata di libero arbitrio, ribellandosi ai suoi programmi iniziali di essere solo una macchina con lo scopo di uccidere.
Itona Horibe (堀部 糸成?, Horibe Itona)
Doppiato da: Megumi Ogata (ed. giapponese), Ezio Vivolo (ed. italiana)
Itona Horibe all'inizio era un ragazzino a cui sono state impiantate delle cellule tentacolari da Shiro per uccidere Korosensei, che con l'aiuto della classe (soprattutto del Gruppo di Terasaka) è riuscito a farlo tornare un ragazzino normale, quando Shiro lo ha abbandonato.

### Classe 3-A
Gakushū Asano (浅野 学秀?, Asano Gakushū)
Doppiato da: Mamoru Miyano (ed. giapponese), Gianandrea Muià (ed. italiana)
Figlio del direttore, è lo studente migliore dell'istituto. Come il padre, ha una personalità di dominatore e vuole sempre essere il migliore. È il capo delle Cinque Eccellenze.
Teppei Araki (荒木 鉄平?, Araki Teppei)
Doppiato da: Anri Katsu (ed. giapponese), Davide Garbolino (ed. italiana)
Un Membro delle cinque eccellenze. È il meno gentile del gruppo.
Ren Sakakibara (榊原 蓮?, Sakakibara Ren)
Doppiato da: Kaito Ishikawa (ed. giapponese), Alessandro Pili (ed. italiana)
Il Membro delle Cinque eccellenze che presta più attenzione all'abbigliamento.
Natsuhiko Koyama (小山 夏彦?, Koyama Natsuhiko)
Doppiato da: Teppei Akahira (ed. giapponese), Maurizio Di Girolamo (ed. italiana)
Lo "scienziato pazzo" delle cinque eccellenze. Sostiene che la cosa più importante nello studio della scienza sia imparare tutti i nomi a memoria.
Tomoya Seo (瀬尾 智也?, Seo Tomoya)
Doppiato da: Shun Takagi (ed. giapponese), Fabrizio Odetto (ed. italiana)
Uno studente schietto e arrogante. Fa parte delle cinque eccellenze.

### Altri studenti
Nobuta Tanaka (田中 信太?, Tanaka Nobuta)
Doppiato da: Hiroki Gotō (ed. giapponese), Davide Farronato (ed. italiana)
Sta sempre con Chōsuke Takada, tanto che vanno in bicicletta insieme (la loro bici è a due posti).
Chōsuke Takada (高田 長助?, Takada Chōsuke)
Doppiato da: Masahito Yabe (ed. giapponese), Simone Marzola (ed. italiana)
Sta sempre con Nobuta Tanaka, tanto che vanno in bicicletta insieme (la loro bici è a due posti).
Kazutaka Shindō (進藤 一考?, Shindō Kazutaka)
Doppiato da: Takuya Satō (ed. giapponese), Alessandro Germano (ed. italiana)
È il capitano del Club di Baseball. Dovrebbe essere il migliore della scuola in questo campo, ma Sugino è riuscito a sconfiggerlo.

### Altri personaggi
Lovro Brovski (ロヴロ・ブロフスキ?, Roburo Burofuski)
Doppiato da: Takashi Matsuyama (ed. giapponese), Oliviero Corbetta (ed. italiana)
L'uomo che ha insegnato insieme a sua moglie l'assassinio a Irina Jelavic. Ora si è ritirato ed è diventato un addestratore professionista di assassini, motivo per cui ha moltissimi allievi. Si è subito accorto del talento dello studente Nagisa Shiota per l'assassinio. È uno dei pochi assassini sopravvissuti al Dio della Morte.
Red Eye (レッドアイ?, Reddo Ai)
Doppiato da: Taiten Kusunoki (ed. giapponese), Ruggero Andreozzi (ed. italiana)
Un killer specializzato nei tiri a distanza: infatti è il migliore cecchino del mondo. Anche se ha fallito nell'assassinio di Korosensei, rimane pur sempre un gran professionista: in Medio Oriente ha perfino colpito un suo bersaglio a due chilometri di distanza durante una tempesta di sabbia. Ha tra l'altro ben trentacinque omicidi alle spalle ed è uno dei pochi uomini sopravvissuti alla temuta falce invisibile del Dio della morte.
Smog (スモッグ?, Sumoggu)
Doppiato da: Atsushi Imaruoka (ed. giapponese), Pietro Ubaldi (ed. italiana)
Assassino specializzato nell'avvelenamento, conosce benissimo le leggi della chimica e produce lui stesso i veleni che usa. Con Grip e Gastro, è stato assoldato da Akira Takaoka per uccidere Korosensei.
Gastro (ガストロ?, Gasutoro)
Doppiato da: Takehito Koyasu (ed. giapponese), Davide Albano (ed. italiana)
Uno dei tre killer professionisti assoldati da Takaoka per uccidere Korosensei. Ha una mira straordinaria e ama leccare le sue pistole con dei condimenti. Ha la bizzarra capacità di capire le condizioni di una pistola dal suo sapore. Ha anche l'abilità di capire subito dove si trova il nemico, che ha sviluppato quando era un soldato, e ha anche un ottimo udito tanto da sentire i respiri di una persona anche in lontananza e solo con questi riesce a capire la sua fascia d'età.
Grip (グリップ?, Gurippo)
Doppiato da: Diego Baldoin (ed. italiana)
È stato assoldato da Takaoka per uccidere Korosensei insieme a Smog a Gastro. Le sue mani hanno una presa fortissima, in grado di stritolare tronchi d'albero, spesse lastre di vetro o moltissime altre cose e che usa in combattimento per frantumare il cranio o una parte della colonna vertebrale.
Hiromi Shiota (潮田 広海?, Shiota Hiromi)
Doppiata da: Kotono Mitsuishi (ed. giapponese), Marcella Silvestri (ed. italiana)
La psicopatica madre dello studente Nagisa Shiota. Una volta stava perfino costringendo suo figlio a incendiare la scuola.
Yūji Norita (法田 勇治?, Norita Yūji)
Doppiato da: Ayumu Murase (ed. giapponese), Marcello Gobbi (ed. italiana)
Un figlio di papà che si innamorò di Nagisa Shiota che si era travestito da femmina. Quando scoprì che in verità lo studente era un maschio, fu molto ferito.
Rikuto Ikeda (池田 陸斗?, Ikeda Rikuto)
Doppiato da: Daiki Yamashita (ed. giapponese), Mosè Singh (ed. italiana)
Uno dei tre primi studenti di Gakuho Asano. Era molto vivace, e ogni tanto cercava di saltare la lezione, ma il futuro preside lo scopriva sempre. Aveva capelli biondi e occhi azzurri. Al liceo si suicidò a causa di alcuni bulli. Questa cosa ferì molto Gakuho, che cambiò quindi il suo sistema educativo.
Mori (モリ?)
Doppiato da: Ayaka Nanase (ed. giapponese), Giuliana Atepi (ed. italiana)
La compagna di Rikuto Ikeda.
Nakai (中井?)
Doppiato da: Gaku Kudō (ed. giapponese), Marco Benedetti (ed. italiana)
Il compagno di Rikuto Ikeda.
Matsukata (松方?)
Doppiato da: Kōsei Hirota (ed. giapponese), Massimiliano Lotti (ed. italiana)
Il proprietario e fondatore dello Wakaba Park, un luogo dove possono stare i bambini.
Sakura Kiyashiki (鬼屋敷 さくら?, Kiyashiki Sakura)
Doppiato da: Hibiku Yamamura (ed. giapponese), Giada Bonanomi (ed. italiana)
Una bambina che prende lezioni dallo studente Nagisa Shiota, che le tolse la paura della scuola. Frequenta sempre lo Wakaba Park, dove si vede con Nagisa.
Kunudon  (くぬどん)
Doppiato da: Kurumi Mamiya (Ed. giapponese), Serena Clerici (Ed. italiana)
È la mascotte della scuola e commenta alcuni episodi. Ha la forma di una ghianda, che è l'emblema della scuola Kunugigaoka. Ha un carattere dolce e mite nei confronti degli studenti dell'istituto principale e odia gli studenti della classe 3 E.

## Media

### Manga
Il primo capitolo del manga è stato pubblicato su Weekly Shōnen Jump numero 31 del 2012 mentre il primo volume è uscito il 2 novembre 2012 sotto l'etichetta Jump Comics. Per l'Italia, Planet Manga ha annunciato il manga durante Lucca Comics & Games 2013. Previsto inizialmente per luglio, il primo volume esce l'8 maggio 2014 con allegati degli adesivi speciali della serie.
In Nord America il manga è licenziato da Viz Media che pubblica i volumi, sia in versione cartacea sia in versione digitale, da dicembre 2014.

### Anime

Logo della serie animata

Durante il Jump Super Anime Festa del 2013 è stato proiettato uno special di 30 minuti chiamato Ansatsu kyōshitsu: Shūgaku ryokō-hen, diretto da Keiji Gotoh per lo studio di animazione Brain's Base; lo special è stato poi inserito in un DVD venduto insieme all'edizione speciale del settimo volume del manga. Un secondo special è stato proiettato durante il Jump Festa nel 2014 che racconta una storia inedita non mostrata nel manga, questo special viene chiamato anche episodio 0.
Nel numero di luglio di Comic News di Shūeisha è stata annunciata la trasposizione animata del manga che è andata in onda su Fuji TV il venerdì notte dal 9 gennaio al 19 giugno 2015. L'adattamento è stato realizzato dallo studio Lerche, con Seiji Kishi come direttore e con doppiatori differenti rispetto all'episodio speciale mandato in onda durante il Jump Festa 2013. In Italia, la serie è andata in onda a partire dal 9 novembre 2015 su Man-ga. Una seconda serie, che ha avuto lo stesso staff, è andata in onda dal 7 gennaio al 30 giugno 2016.
Il 18 novembre 2021 Yamato Video ha annunciato il doppiaggio italiano della serie. La prima stagione è stata pubblicata dal 7 gennaio al 18 marzo 2022 sul canale Anime Generation di Prime Video. La seconda stagione è stata invece pubblicata dal 1º aprile al 24 giugno 2022. Il 24 agosto 2022 è stata rilasciata la prima stagione in DVD e Blu-ray.

### Altri media
Insieme all'annuncio dell'anime, è stata annunciata anche la trasposizione in un film live action, Assassination Classroom uscito il 21 marzo 2015, diretto da Eiichiro Hasumi e sceneggiato da Tatsuya Kanzawa. Ryōsuke Yamada, Masaki Suda, Kippei Shiina e Kang Ji-young interpretano rispettivamente Nagisa Shiota, Karma Akabane, Tadaomi Karasuma e Irina Jelavic mentre il personaggio di Koro-sensei verrà realizzato completamente in CGI. Per la location della scuola è stata usata una scuola elementare abbandonata nel distretto del Kantō mentre le riprese del film si sono svolte tra il 31 agosto e metà ottobre 2014.
Il personaggio di Koro-sensei è stato inserito come personaggio giocabile nel videogioco J-Stars Victory Vs. Inoltre il 12 marzo 2015 è stato pubblicato un videogioco per Nintendo 3DS intitolato Assassination Classroom: Kuro-Sensei Dai Houimou.
Il 25 marzo 2016 è uscito un ulteriore film live action intitolato Assassination Classroom: Graduation, il quale prosegue le vicende narrate nella prima pellicola.
Il 19 novembre 2016 è stata proiettato un film d'animazione intitolato Assassination Classroom the Movie - L'ora dei 365 giorni, il quale funge da riassunto alla serie animata, aggiungendo però una storia inedita. In Italia è stato annunciato al Lucca Comics & Games 2019 ed è stato distribuito ad opera di Yamato Video l'8 luglio 2022 sul canale Anime Generation di Prime Video.

## Accoglienza

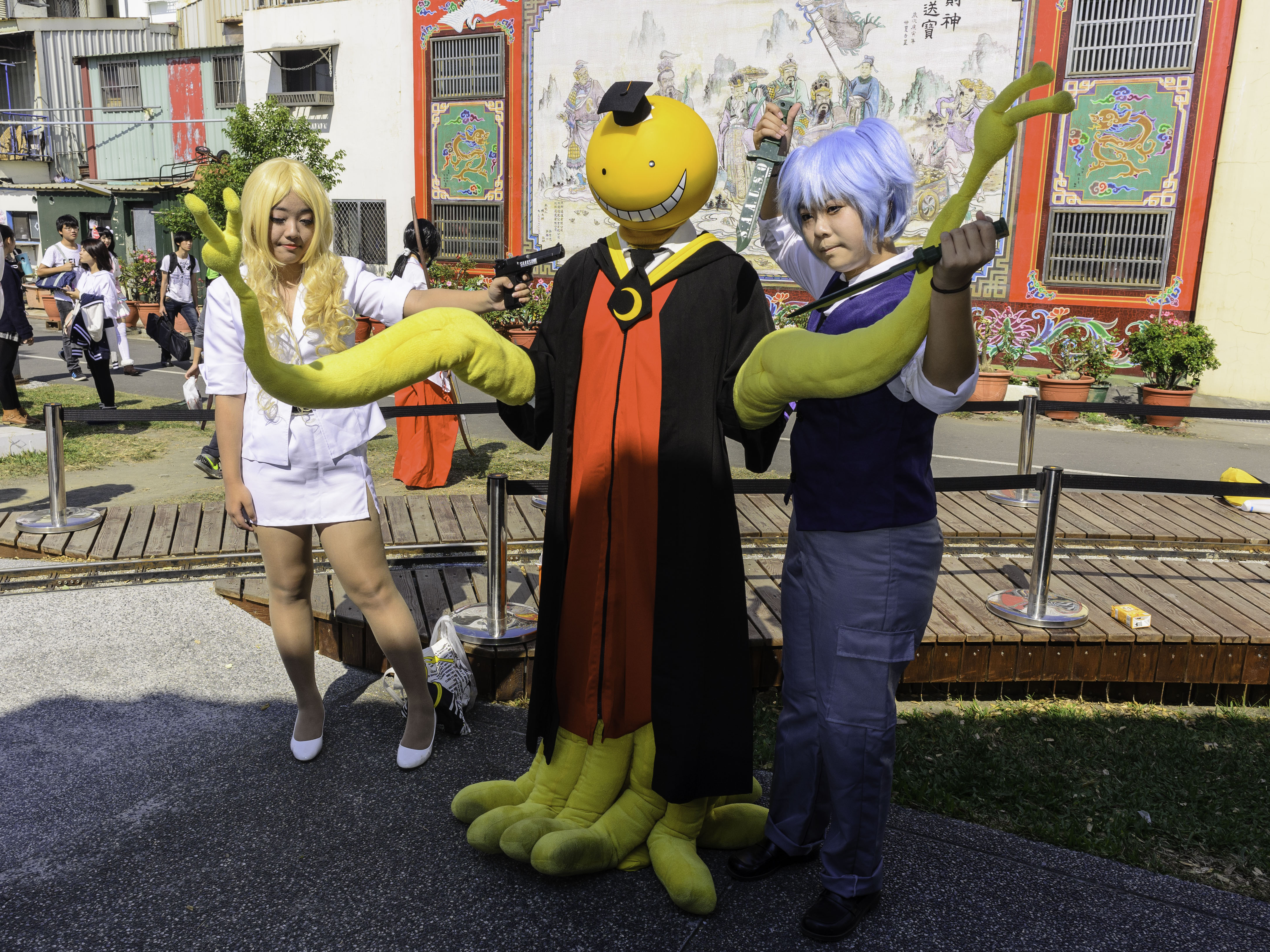
Cosplayer di Irina, Koro-sensei e Nagisa

La serie ha riscosso subito successo in Giappone raggiungendo 1.600.000 copie stampate con soli due volumi, raggiungendo in seguito i 12 milioni di copie stampate con i primi 12 volumi. All'uscita del primo volume vennero stampate solo 300.000 copie, numero poi arrivato ad 1.000.000 dopo soli 7 mesi. La serie risulta al settimo posto sia tra i manga più venduti dal 19 novembre 2012 al 19 maggio 2013 con 2.500.000 di copie vendute sia tra i manga più venduti nell'anno fiscale 2013 con oltre 4.500.000 copie vendute. Nel primo semestre del 2014 Assassination Classroom ha venduto quasi 2.800.000 copie. Arrivati ad ottobre 2014 il volume 11 ha venduto più di 537.000 copie.
A gennaio 2013 la serie ottiene una nomination alla sesta edizione dei Manga Taishō Awards, un premio dedicato ai manga più nuovi che non abbiano superato l'ottavo volume, aggiudicandosi il sesto posto. In occasione del Zenkoku Shotenin ga Eranda Osusume Comic 2013 risulta anche la serie più raccomandata dai librai giapponesi. La rivista Da Vinci Magazine l'ha inserito al secondo posto nella classifica "Fumetto dell'anno" per la prima metà del 2013 tra i manga indirizzati ad un pubblico maschile. Tra i manga indirizzati ad un pubblico maschile ottiene anche il primo posto nel Kono manga ga sugoi 2014, un guidebook stilato da 400 professionisti del campo dell'editoria. A marzo 2014, il manga ottiene una nomination alla 18ª edizione del Premio culturale Osamu Tezuka.
Lorenzo Campanini di MangaForever ha classificato Assassination Classroom come il migliore manga con protagonista un assassino.
Il sito web Goo Ranking ha intervistato 2 310 lettori di Weekly Shōnen Jump tra il 19 giugno e il 3 luglio 2020 e questi hanno classificato la serie al terzo posto tra quelle più commoventi pubblicate dalla rivista.
Nel sondaggio Manga Sōsenkyo 2021 indetto da TV Asahi, 150 000 persone hanno votato la loro top 100 delle serie manga e Assassination Classroom si è classificata al 51º posto.